# تپه کندی کیله ۲
تپه کندی کیله ۲ مربوط به دوره اشکانیان -قرون اولیه دوران‌های تاریخی پس از اسلام است و در شهرستان کنگاور، بخش مرکزی، روستای کندی کیله ۲ واقع شده و این اثر در تاریخ ۳۰ تیر ۱۳۸۴ با شمارهٔ ثبت ۱۲۱۶۶ به‌عنوان یکی از آثار ملی ایران به ثبت رسیده است.